# Памятник генералу А. Н. Сеславину
Па́мятник генера́лу А. Н. Сесла́вину — памятник в городе Ржеве Тверской области.
Был торжественно открыт 7 сентября 2012 года в центре города на площади Коммуны, рядом с новым мостом через Волгу.
Памятник посвящён видному военному деятелю XIX века, генерал-лейтенанту, прославившемуся своими боевыми и партизанскими действиями в период Отечественной войны 1812 года и Заграничного похода русской армии 1813—1814 годов, талантливому стратегу и разведчику — Александру Никитичу Сеславину.

## Описание

Бронзовый бюст А. Н. Сеславина

Памятник представляет собой бронзовый бюст Александра Никитича Сеславина работы известного скульптора, Заслуженного художника Российской Федерации Александра Аполлонова, установленный на высоком гранитном постаменте.
Александр Аполлонов изобразил Сеславина одетым в ментик первого гусарского Сумского полка. На груди Сеславина размещены ордена: Святого Владимира, Святой Анны, Святого Георгия и Святого Иоанна Иерусалимского.
В основании постамента нанесена надпись: «Слава на века гражданам, прославившим Россию».
В передней части постамента закреплена бронзовая аннотационная доска с рельефным текстом.
| Текст доски гласит: Сеславин Александр Никитич 1780 — 1858 — — — Генерал-майор, Герой Отечественной войны 1812 года. — — — «Сеславин — где ни пролетит С крылатыми полками, Там брошен в прах и меч, и щит, И устлан путь врагами». В. А. Жуковский. |

По сторонам постамента закреплены бронзовые доски с высказываниями А. Н. Сеславина и его прямого командира М. Б. Барклая-де-Толли о нём.
| Доска справа: «Проехав Европу, смею Вас уверить, что нет лучше народа Русского, нет лучше места как Есёмово и Фёдоровское, где бы я желал провести некоторое время в кругу милых сердцу моему». (Из письма А. Н. Сеславина родным). |

| Доска слева: «Генерал-майор Сеславин оказывал во всех случаях примерную неустрашимость и отличную предприимчивость, наносил большой вред неприятелю, и чем более предстояла опасность, тем более оказывал присутствие духа и благоразумия». (М. Б. Барклай де Толли). |

Мемориальная композиция гармонично вписывается в площадь Коммуны (бывшую Спасскую).
Неподалёку от бюста прославленному генералу растёт старый дуб, который посадил отец героя, Никита Степанович Сеславин, который на протяжении двух десятилетий занимал пост городского городничего. Дуб был посажен в ознаменование победы русских войск в Отечественной войне 1812 года. В день открытия памятника рядом со старым дубом был посажен молодой дубок в честь 200-летия той славной Победы.

## История памятника

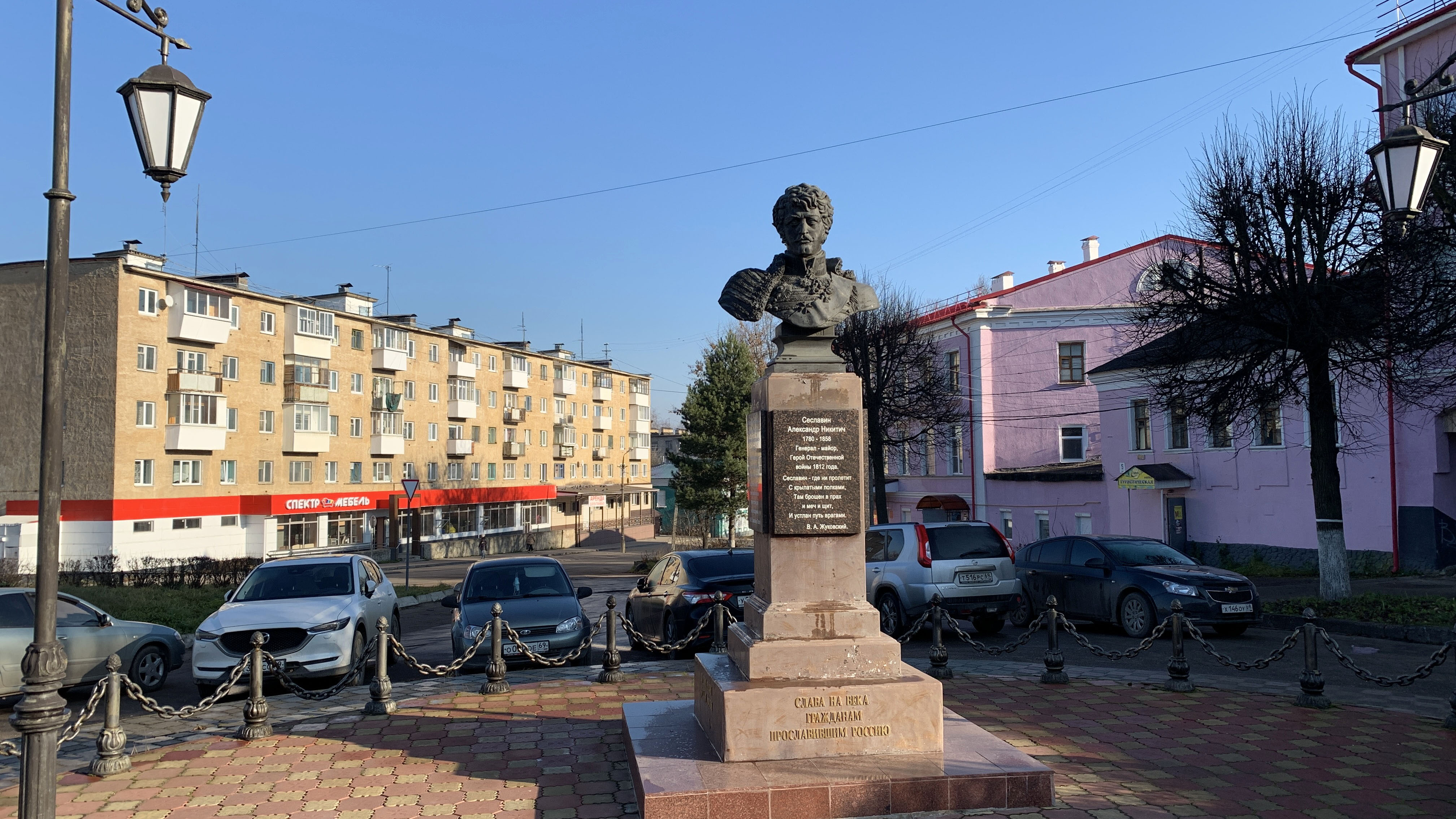
Общий вид памятника и площади Коммуны

Решение о необходимости увековечения памяти Сеславина во Ржеве было принято ещё в 1911 году. Памятник планировалось установить к 100-летию Отечественной войны 1812 года, но по каким-то обстоятельствам этого так и не было сделано. Памятник открыли лишь спустя ещё одно столетие — 7 сентября 2012 года.
Торжественная церемония открытия проходила в рамках мероприятий, посвящённых 200-летию Бородинского сражения.
Открытие памятника стало важным событием для жителей Ржева, ведь именно Ржевская земля явилась и родиной и последним пристанищем генерала.
На церемонии открытия присутствовало не менее тысячи человек: жители Ржева, депутаты Госдумы и Совфеда, руководство Тверской области, представители общественных и коммерческих организаций, а также школьники всех возрастов и участники регионального слёта Постов № 1. Последние отдали Сеславину военные почести, пройдя парадом по площади вокруг памятника.
«Памятник открыт на народные деньги: их собирали всем миром» — сказал на церемонии открытия тверской губернатор Андрей Шевелёв. «Открытие памятника — пример, когда простые граждане, бизнес, Правительство, администрация города Ржева — вместе воплотили идею наших предков увековечить память великой личности». «Будущее можно строить только тогда, когда мы помним и чтим страницы нашей истории».
Глава администрации Ржева Леонид Тишкевич подчеркнул: «200 лет назад, когда решалась судьба Государства Российского, практически весь народ встал на защиту Отечества и отстоял свою независимость. Такие герои, как генерал Сеславин, вошли в созвездие всех героев, благодаря которым сохранилось наше Отечество».
Присутствующий на церемонии открытия бард и музыкант, народный артист РСФСР и Почётный гражданин Ржева Михаил Ножкин сказал: «Самой фамилией Сеславин слава была заложена в этого славного человека». Свое выступление поэт закончил словами из своей песни: «Наша память, как точка опоры, на которой и держится свет».
В день открытия в имении Сеславина Есёмово также был открыт специальный придорожный памятный знак. А в самом Ржеве неподалеку от памятника участники церемонии посадили молодой дубок — рядом с 200-летним дубом, посаженным отцом Александра Сеславина Никитой Степановичем — ржевским городничим.